# Spaltlampe

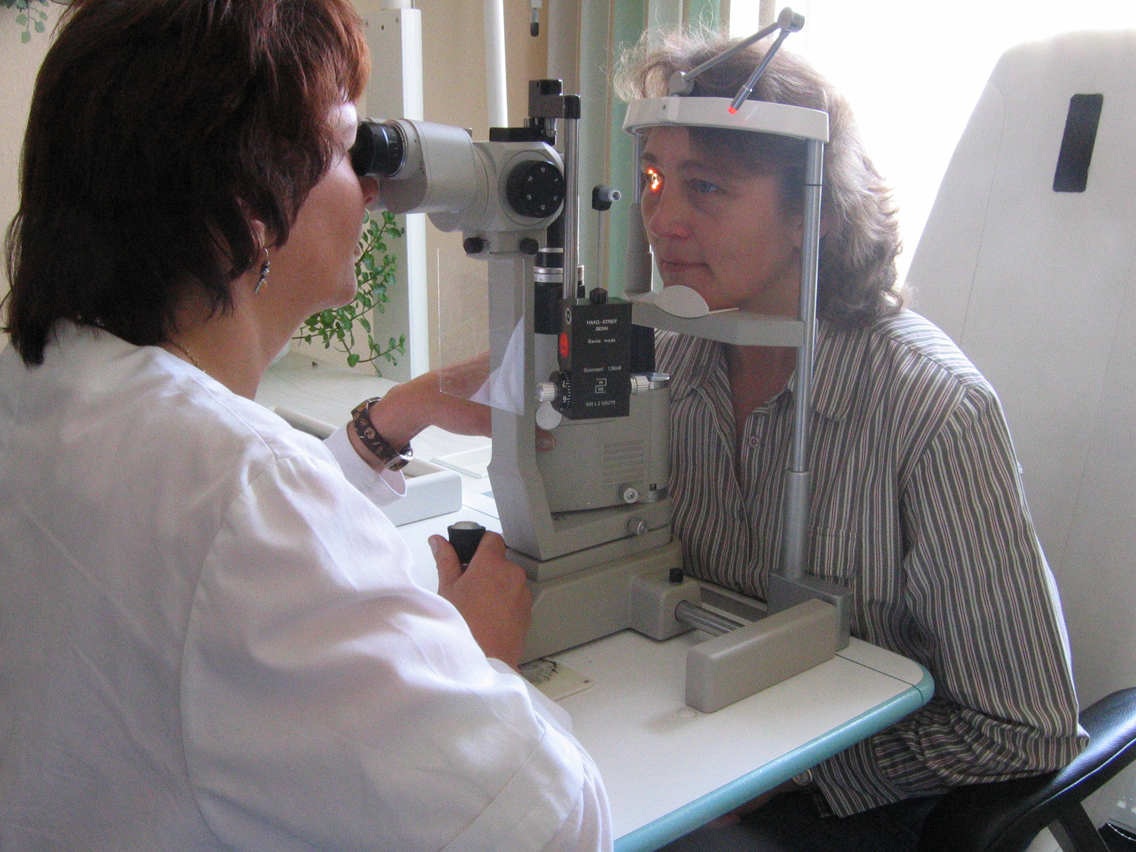
Untersuchung an der Spaltlampe

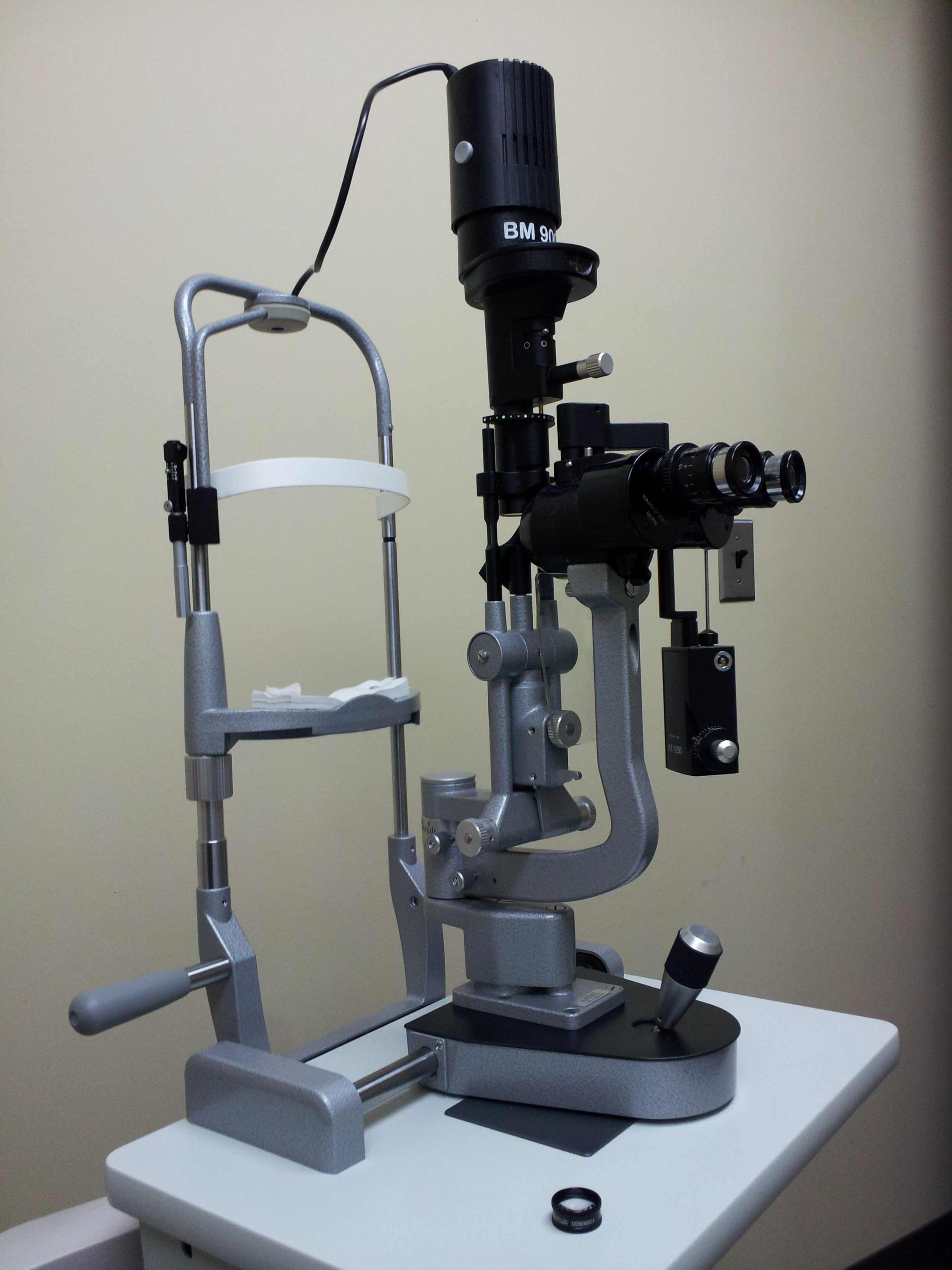
Ein Spaltlampenmikroskop

Die Spaltlampe (auch: Spaltlampenmikroskop) ist eines der wichtigsten ophthalmologischen Untersuchungsgeräte, mit dem der Augenarzt oder der Augenoptiker die Augen stereoskopisch inspizieren kann. Es wurde vom schwedischen Mediziner und Nobelpreisträger Allvar Gullstrand 1911 in die Augenheilkunde eingeführt.

## Geschichte der Spaltlampe
Zur mikroskopischen Untersuchung des Auges führte Gullstrand 1910 die von einer Nernstlampe gespeiste Spaltbeleuchtung ein. Die industrielle Produktion derartiger Spaltlampen, allerdings mit ebenso hellem Glühlampenlicht, erfolgte zunächst bei Carl Zeiss in Jena und Haag-Streit in Bern. Die dort entwickelten Erweiterungen nach Goldmann, Henker, Koeppe, Vogt und anderen machten die Spaltlampe rasch zum wichtigsten Untersuchungsgerät der Augenheilkunde. 1930 gelang es Rudolf Thiel erstmals, einen mittels einer Spaltlampe inspizierten Augenabschnitt zu fotografieren. Die Kopplung der Spaltlampe mit einer Laserlichtquelle Mitte des 20. Jahrhunderts ermöglicht seitdem auch chirurgische Maßnahmen und machte die Spaltlampe zum vielseitigsten Instrument der Augenheilkunde.

### Ein historisches Modell

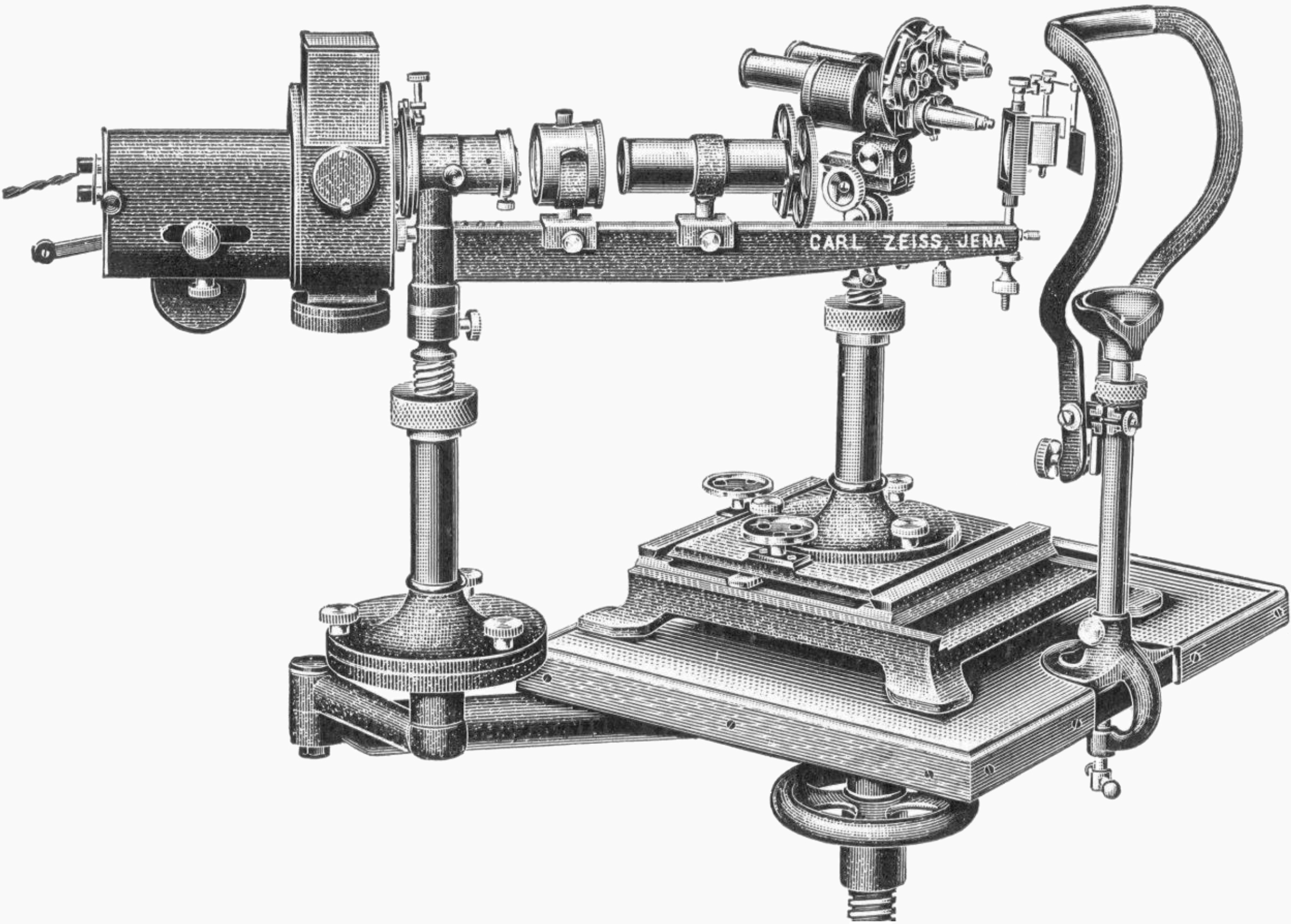

Die Abbildung links zeigt ein komplettes Spaltlampengerät, vermutlich aus dem Jahr 1924. Als Lichtquelle dient eine Kohlenbogenlampe, die auf einem frei in alle Richtungen schwenk- und höhenverstellbarem Stativ befestigt ist. Im Vergleich zur Nernst-Brennleuchte stellt sie ein wesentlich helleres Licht bereit. Die Küvette ist auf dem sogenannten Henker-Arm (benannt nach Otto Henker) auf einem verschiebbaren Reiter montiert. Im Strahlengang dahinter, ebenfalls mittels eines Reiters auf dem Arm beweglich, folgt das Blendrohr in der Funktion einer Streulichtblende. Am Ende des Rohrs sind zwei Rekoss-Scheiben angebracht, mit deren Hilfe der Wechsel von darin eingelassenen Vorschaltfiltern leicht möglich ist. Am Ende des Arms befindet sich die aplanatische asphärische Beleuchtungslinse nach Allvar Gullstrand und die Spiegeleinrichtung nach Leonard Koeppe. In der Bildmitte ist das eigentliche Hornhautmikroskop nach Siegfried Czapski mit Objektivrevolver und Höhenverstellung auf einem Kreuztisch dargestellt; rechts im Bild die Kopfstütze mit Kinn- und Stirnlehne für den Patienten.
Anmerkung

1. ↑  Rekoss-Scheibe, benannt nach dem Instrumentenbauer Egbert Rekoss, der Hermann von Helmholtz Institutsmechaniker in Königsberg war.

## Funktion und Anwendung

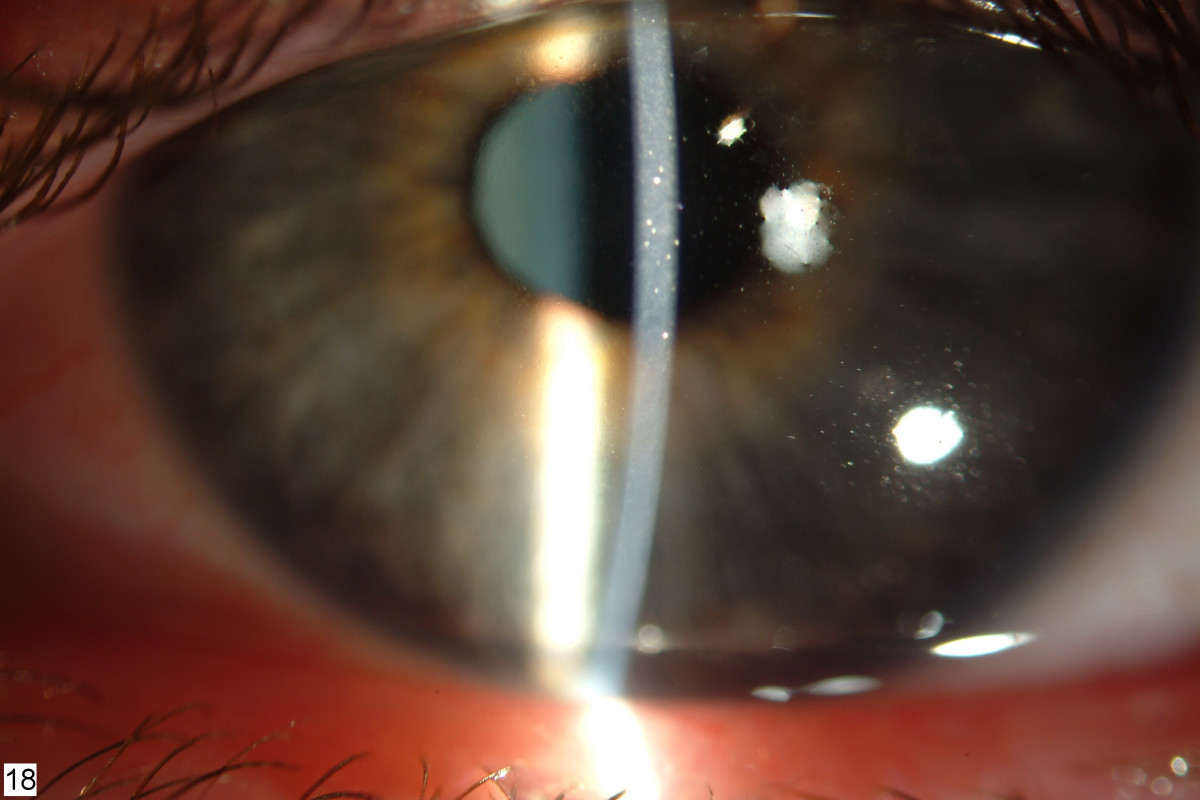
Punktförmige Hornhautdefekte in einem schmalen Lichtspalt der Spaltlampe

Dieses optische Gerät bietet dem Untersucher die Möglichkeit, einen scharf begrenzten spaltförmigen Lichtstrahl, dessen Breite und Höhe veränderbar ist, auf das Auge zu richten. Gleichzeitig hat er die Möglichkeit, dieses durch ein Auflichtmikroskop zu betrachten. Die Vergrößerung des Mikroskops ist bei den meisten Geräten variabel und reicht üblicherweise vom 6- bis zum 30-fachen.
Durch verschiedene Belichtungsmethoden (diffus, direkt, fokal, indirekt, regredient, seitlich usw.) und variable Lichtspaltbreiten ist es möglich, fast sämtliche vorderen, mittleren und hinteren Abschnitte des Auges bis hin zu weit in der Peripherie befindlichen Netzhautarealen zu inspizieren. Für manche Untersuchungen sind zusätzliche Hilfsmittel, wie zum Beispiel ein Dreispiegelkontaktglas, notwendig.
Die meisten modernen Spaltlampen sind zusätzlich mit einem Applanationstonometer nach Hans Goldmann ausgerüstet, das der Messung des Augeninnendrucks dient. Ebenso ist eine Kombination mit digitalen Kameras möglich, um Befunde filmisch oder fotografisch zu dokumentieren.
Fertigung und Qualität von Spaltlampen regelt in Deutschland der Normenausschuss Feinmechanik und Optik (NAFuO) in der DIN EN ISO 10939:2007.

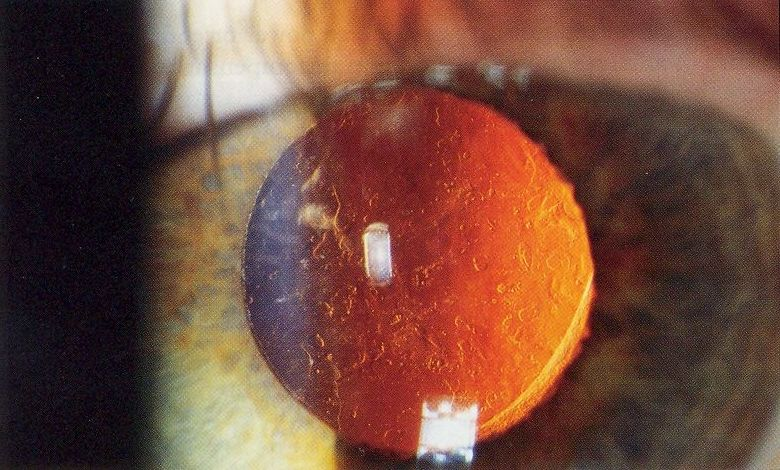
Trübung der hinteren Linsenkapsel (Nachstar) im rückläufigen Strahlengang als helle und dunkle Konturen sichtbar

## Typen
Zwei grundlegende Bauarten von Spaltlampen haben sich etabliert: die Zeiss-Typ und die Haag-Streit-Typ Spaltlampen. Der Hauptunterschied zwischen den Modellen liegt in der Gestaltung des Beleuchtungsturms. Bei Zeiss-Typ-Spaltlampen erfolgt die Beleuchtung von unten und wird über mehrere optische Flächen umgeleitet. Im Gegensatz dazu wird bei Haag-Streit-Typ-Spaltlampen das Licht von oben über einen Spiegel auf das Auge gerichtet.
Eine neuere Weiterentwicklung stellt der Haag-Streit Projektor-Typ (P-Typ) dar, bei dem ein LED-Projektorsystem das Licht direkt in den Strahlengang projiziert. Dies ermöglicht eine homogene, farbstabile und nahezu beugungsfreie Ausleuchtung, die besonders für hochauflösende digitale Bildgebung geeignet ist.

### Zeiss-Typ (Z-Typ)
Die Zeiss-Typ Spaltlampen sind so konzipiert, dass das Licht von unten durch den Beleuchtungsturm auf das Auge des Patienten gerichtet wird. Durch die Umleitung des Lichts über mehrere optische Flächen wird eine gleichmäßige und präzise Beleuchtung des vorderen Augenabschnitts gewährleistet.
Merkmale dieser Bauart umfassen eine gezielte und einstellbare Beleuchtung, die dem Arzt ermöglicht, verschiedene Augenstrukturen detailliert zu betrachten.

### Haag-Streit-Typ (H-Typ)
Die Spaltlampen des Haag-Streit-Typs zeichnen sich durch einfache Handhabung aus. Die Lichtführung von oben durch den Beleuchtungsturm ermöglicht nicht nur eine klare Sicht auf die zu untersuchenden Strukturen, sondern bietet auch eine verbesserte Bildqualität durch eine fortschrittliche optische Konfiguration.
Ein bedeutender Vorteil liegt in der natürlicheren Schattenbildung, die durch die Beleuchtung von oben entsteht. Dies unterstützt die genaue Betrachtung von feinen Details wie Hornhautrisse oder -defekte, was in der Diagnose und Behandlung von Augenerkrankungen entscheidend ist.
Darüber hinaus bietet die Bauweise von Haag-Streit-Modellen oft mehr Platz für Kontaktgläser während der Untersuchung. Diese zusätzliche Flexibilität ermöglicht dem Augenarzt eine komfortablere Handhabung und eine präzisere Anpassung während der Untersuchung, was insbesondere bei spezialisierten diagnostischen Verfahren von Vorteil ist.
Die Modularität der Haag-Streit-Modelle erlaubt zudem eine individuelle Anpassung an die Bedürfnisse des Augenarztes. Mit der Möglichkeit zur Integration verschiedener Zubehörteile und Imaging-Optionen können diese Spaltlampen optimal an die Anforderungen verschiedener Augenuntersuchungen angepasst werden.

### Projektor-Typ (P-Typ)
Der P-Typ stellt eine modernere Bauform dar, bei der anstelle einer herkömmlichen Lampen-Spiegel-Kombination ein integriertes LED-Projektorsystem eingesetzt wird. Dieses projiziert das Licht direkt in den Strahlengang, wodurch eine besonders homogene Ausleuchtung, hohe Farbstabilität und geringere Wärmeentwicklung erreicht werden.
Durch den projektionsbasierten Aufbau ist die Lichtabbildung nahezu beugungsfrei, was zu einer sehr klaren, kontrastreichen und artefaktarmen Darstellung der feinen Strukturen im Auge führt. Der P-Typ wurde mit der Spaltlampe Haag-Streit Elara 900 vorgestellt.